# Alma Lavensonová
Alma Ruth Lavensonová (nepřechýleně Lavenson; 20. května 1897, San Francisco – 19. září 1989 Piedmont, Kalifornie) byla americká fotografka působící v první polovině 20. století. Spolupracovala s Anselem Adamsem, Imogen Cunninghamovou, Edwardem Westonem a dalšími mistry fotografie té doby.

## Životopis
Lavensonová se narodila Amy Furthové a Albertu Lavensonovi, který byl synem německých přistěhovalců a spolumajitelem obchodního domu Capwell v San Franciscu. Lavensonová vyrůstala a navštěvovala veřejné i soukromé školy v San Franciscu. V roce 1919 promovala na UC Berkeley na bakalářském oboru psychologie. Její první fotografie byly snímky rodiny a přátel pořízené malým fotoaparátem Kodak. Naučila se vyvolávat a tisknout své negativy pozorováním technika v drogerii v Oaklandu na počátku dvacátých let a na základě technických informací, které našla v populárních časopisech, jako byly The Camera and Camera Craft. Prodala svůj Kodak a pořídila si 3¼"×4¼" Ensign box reflexní fotografickou kameru z roku 1910, vybavila ji levným nekorigovaným objektivem s měkkým ostřením v piktorialistickém stylu, který v té době propagovaly časopisy a podnikala víkendové fotografické expedice s přáteli do Oaklandu a Marin County. V roce 1923 měla Lavensonová možnost cestovat po Evropě po dobu sedmi měsíců a během cesty si vedla cestovní deník.

## Uznání
První publikovaná fotografie Lavensonové, se záběrem Zion Canyonu s názvem The Light Beyond, se objevila na obálce časopisu Photo-Era v prosinci 1927. Ve své rané práci se soustředila na geometrické formy struktur a jejich umístění do krajiny. Často vystavovala na fotografických salónech a stala se členkou vlivného sdružení Pictorial Photographers of America a nadále byla silně ovlivněna piktorialismem.
V roce 1930 byla sběratelem umění Albertem Benderem představena Adamsovi, Cunninghamové a Westonovi. Bender také napsal Lavensonové úvodní dopis, který měla dát Edwardu Westonovi. O dva roky později byla pozvána k účasti na pilotní výstavě skupiny f/64 v muzeu MH de Young Memorial, i když existuje určitá nejistota ohledně toho, zda by byla skutečně „členkou“ skupiny f/64, vzhledem k jejímu spojení s piktorialismem. Oznámení o výstavě v muzeu de Young uvedlo sedm fotografů ve skupině f / 64 a uvedlo: „Čas od času budou různí fotografové požádáni, aby vystavili svou práci se Skupinou f/64. Pozvání na první pilotní výstavu dostali: Preston Holder, Consuelo Kanaga, Alma Lavensonová a Brett Weston.“ V roce 1934 však skupina zveřejnila v časopise Camera Craft oznámení, že „Skupina f/64 zahrnuje do svého členství taková dobře známá jména jako Edward Weston, Ansel Adams, Willard Van Dyke, John Paul Edwards, Imogene [sic] Cunningham, Consuela [sic] Kanaga a několik dalších. „Lavensonová nebyla v tomto oznámení uvedena jmenovitě, ale její jméno je vždy uváděno ve spojení s první výstavou skupiny. Byla zařazena do výstavy fotografií „členů a spolupracovníků skupiny f/64“, která se konala v Galerii 210, Lucas Hall, University of Missouri, St. Louis, 3. – 30. dubna 1978.
V roce 1933 Lavensonová začala pořizovat sérii fotografií opuštěných budov v oblasti regionu Mother Lode v Kalifornii. Pokračovala v dokumentování důsledků období zlaté horečky po více než dvě desetiletí a její obrazy jsou nyní známé jak pro svou uměleckou krásu, tak jako záznam mizejícího kusu kalifornské krajiny.

## Přijetí kritiky
Její cyklus Masts and Funnels (1930) obdivoval Edward Weston pro jeho geometrické formální vlastnosti, ale poradil jí, aby svůj objektiv vyměnila za ostřejší model a přesvědčil ji, aby opustila svůj piktorialistický přístup.“ Marisa Nakasone tvrdí, že Masts and Funnels přitahovaly Westona, protože úspěšně sloučila „přímý“ a „piktorialistický“ styl, které jsou považovány za vzájemně se vylučující, protože měkké rozostření vyhlazovalo povrchy a podporovalo tak abstrahované ztvárnění subjektu.

## Výstavy
Edward Steichen vybral klasickou portrétní studii Almy Lavensonová indického páru San Ildefonso, pořízenou v roce 1941 a zařadil jej na výstavu Lidská rodina v Muzeu moderního umění, kterou během jejího světového turné navštívilo 9 milionů lidí. Snímek, který získal třetí cenu v prvním ročníku Salon Photography West of the Rockies v muzeu umění v San Franciscu v roce 1941, byl také zahrnut do výstavy a publikace Facets of the Collection: Faces Photographed v muzeu moderního umění v San Francisku v roce 1984.
Autorčin Self-Portrait (with Hands) (Autoportrét s rukama) byl v letech 1996–1997 umístěn na obrovském baneru a zdobil vchod výstavy New York Public Library o historii fotografek žen. V roce 1999 hostila Kalifornská univerzita hlavní retrospektivu fotografie Almy Lavensonové a Imogen Cunninghamové, která použila autoportrét jako centrální obraz. Autoportrét byl použit na titulní straně knihy Watkins to Weston: 101 Years of California Photography (1992). Výtisk jednoho autoportrétu byl prodán v Christie's New York během události Photographic Masterworks 2 v roce 2000 za 58.750 dolarů.

## Dědictví
Alma Lavenson, ačkoli byla plodná a úspěšná na konci dvacátých a počátku třicátých let, zůstala amatérkou a prohlašovala, že “fotografie jsou pouze mé avokace“. Jakmile se vdala a měla děti, její tvůrčí produktivita se zpomalila. Trvale však ovlivňovala generace fotografek, zejména prostřednictvím svého posmrtného zařazení na výstavy v New York Public Library a University of California a do publikací, jako je Defining eye : women photographers of the 20th century.
Archiv snímků Almy Lavensonové je umístěn v Centru pro kreativní fotografii na University of Arizona v Tucsonu v Arizoně.

## Knihy o Almě Lavensonové
- From Pictorialism to Modernism: Photographs by Alma Lavenson (San Marino: Huntington Library, 2006)